# Bilsi
Bilsi là một thành phố và là nơi đặt ban đô thị (municipal board) của quận Budaun thuộc bang Uttar Pradesh, Ấn Độ.

## Địa lý
Bilsi có vị trí 28°08′B 78°55′Đ / 28,13°B 78,92°Đ Nó có độ cao trung bình là 180 mét (590 foot).

## Nhân khẩu
Theo điều tra dân số năm 2001 của Ấn Độ, Bilsi có dân số 23.564 người. Phái nam chiếm 53% tổng số dân và phái nữ chiếm 47%. Bilsi có tỷ lệ 45% biết đọc biết viết, thấp hơn tỷ lệ trung bình toàn quốc là 59,5%: tỷ lệ cho phái nam là 52%, và tỷ lệ cho phái nữ là 37%. Tại Bilsi, 18% dân số nhỏ hơn 6 tuổi.